# サムデイズ
サムデイズ（原題：Somedays）は、1997年にポール・マッカートニーが発表した楽曲。

## 概要
リンダが料理本の写真撮影をしているのを待っている間に作り上げた曲。

オーケストラやホルンのスコアはジョージ・マーティンによるもの。彼はこの曲について「君はまだ昔の作風を失っていなかったんだ！」と熱狂的に語り、18世紀風のオーケストラ・スコアを書いた。このアレンジは、ビートルズ時代の「イエスタディ」や「フォー・ノー・ワン」を彷彿とさせる。なお、それ以外の楽器はすべてポールが演奏した。

歌詞にはどこか絶望めいた雰囲気が感じられ、数ヶ月後のリンダの死を予期した様にも聴こえる
。
リンダの死後の1998年、彼女に捧げたクラシックアルバムワーキング・クラシカルに、この曲を弦楽四重奏でアレンジしたバージョンが収録された。